# Anne Archer
Anne Archer, née le 24 août 1947 à Los Angeles en Californie (États-Unis), est une actrice et productrice américaine.

## Biographie
Anne Archer est membre de l'Église de scientologie.
Elle est la fille des acteurs John Archer et Marjorie Lord.

## Filmographie

### Actrice
- 1972 : The Honkers : Deborah Moon
- 1972 : Cancel My Reservation, de Paul Bogart : Crazy Hollister
- 1972 : Le sixième sens (TV) : S1 E6 (Can a dead man strike from the grave) : Elisabeth
- 1973 : Bob & Carol & Ted & Alice (TV series) (série télévisée) : Carol Sanders
- 1973 à la télévision : Mannix S06 E23 Question d'innocence

- 1973 : The All-American Boy : Drenna Valentine
- 1973 : The Blue Knight (en) de Robert Butler (TV) : Laila
- 1974 : Le Signe de Zorro (The Mark of Zorro) (TV) : Teresa
- 1975 : The Log of the Black Pearl (TV) : Lila Bristol
- 1975 : La Petite Maison dans la prairie (The House on the Prairie) (série télévisée) saison 1, épisode 17 (L’Idylle du Dr Baker (Doctor’s Lady) ) : Kate Thorvald
- 1976 : A Matter of Wife... and Death (TV) : Carol
- 1976 : Trackdown : Barbara
- 1976 : The Dark Side of Innocence (TV) : Nora Hancock Mulligan
- 1976 : L'Adam de la mer (Lifeguard) de Daniel Petrie : Cathy
- 1977 : Seventh Avenue (feuilleton TV) : Myrna Gold
- 1978 : Le Commando des tigres noirs (Good Guys Wear Black) de Ted Post : Margaret
- 1978 : La Taverne de l'enfer (Paradise Alley) de Sylvester Stallone : Annie
- 1978 : Le Pirate (en) (The Pirate) (TV) : Jordana Mason
- 1980 : Captain Avenger (en) (Hero at Large) : J. Marsh
- 1980 : La Guerre des abîmes (Raise the Titanic) de Jerry Jameson : Dana Archibald
- 1981 : Opération Green Ice (Green Ice) : Holbrook
- 1982 : Waltz Across Texas : Gail Weston
- 1983 : The Family Tree (série télévisée) : Annie Benjamin Nichols (1983)
- 1984 : The Sky's No Limit (TV) : Dr. Susan Keith Browning
- 1984 : La Machination (The Naked Face) : Ann Blake
- 1985 : Too Scared to Scream : Kate Bridges
- 1981 : Falcon Crest ("Falcon Crest") (feuilleton TV) : Cassandra Wilder (1985)
- 1986 : The Check Is in the Mail... : Peggy Jackson
- 1987 : A Different Affair (TV)
- 1987 : Liaison fatale (Fatal Attraction) : Beth Gallagher
- 1988 : Leap of Faith (TV) : Debby Franke Ogg
- 1990 : L'Amour poursuite (Love at Large) : Miss Dolan
- 1990 : Le Seul Témoin (Narrow Margin) : Carol Hunnicut
- 1991 : La Guerre des nerfs (Eminent Domain) : Mira Borski
- 1992 : The Last of His Tribe (TV) : Henriette Kroeber
- 1992 : Jeux de guerre (Patriot Games) : Dr. Caroline "Cathy" Ryan
- 1992 : Nails (TV) : Mary Niles
- 1993 : Body (Body of Evidence) : Joanne Braslow
- 1993 : Family Prayers : Rita Jacobs
- 1993 : Short Cuts (Short Cuts) : Claire Kane
- 1994 : Jane's House (TV) : Mary Parker
- 1994 : Danger immédiat (Clear and Present Danger) : Cathy Muller Ryan
- 1994 : There Goes My Baby de Floyd Mutrux : Narrator
- 1994 : Leslie's Folly (TV) : Leslie
- 1994 : Un dimanche sur deux (Because Mommy Works) (TV) : Abby
- 1995 : Present Tense, Past Perfect (TV) : Kate
- 1995 : L'Amour en cage (The Man in the Attic) (TV) : Krista Heldmann
- 1996 : Mojave Moon : Julie
- 1996 : Les Femmes de Jake (Jake's Women) (TV) : Maggie
- 1996 : Almost Forever (TV) : Liza Hawkins
- 1998 : Nico la licorne (Nico the Unicorn) : Julie Hastings
- 1998 : La Raison du cœur (Indiscretion of an American Wife) (TV) : Julia Burton
- 1998 : Corruption (My Husband's Secret Life) (TV) : Theresa 'Sissy' Sullivan
- 1999 : Camino de Santiago (feuilleton TV) : Isabelle Derek
- 2000 : Dark Summer de Gregory Marquette : Beryl Denright
- 2000 : Whispers: An Elephant's Tale : Gentle Heart (voix)
- 2000 : L'Enfer du devoir (Rules of Engagement) : Mrs. Mourain
- 2000 : L'Art de la guerre (The Art of War) : Eleanor Hooks
- 2002 : The Gray in Between : Ursula
- 2002 : Night of the Wolf (TV) : Claire McNichol
- 2003 : Uncle Nino : Marie Micelli
- 2004 : Les Remords d'une mère (The Iris Effect) (TV) : Sarah Hathaway
- 2004 : November : Carol Jacobs
- 2004 : The L Word : Lenore Pieszecki (épisodes 1.04, 1.05 & 1.11)
- 2005 : Garde rapprochée (Man of the House) : Professor Molly McCarthy
- 2006 - 2008 : Ghost Whisperer (TV) : Beth Gordon
- 2006 : It's Always Sunny In Philadelphia : Barbara Reynolds
- 2006 : Cut Off : Louise
- 2006 : Complot à la Maison Blanche (End Game) (TV) : La Première dame
- 2007 : Judicial Indiscretion (Sex Conspiration) (TV) : Monica Barrett
- 2008 : Privileged (TV)
- 2009 : Hanté par ses ex (Ghosts of Girlfriends Past) de Mark Waters : Vonda Volkom
- 2018 : New York, unité spéciale (saison 19, épisode 22) : Trudy Morris

### Productrice
- 1994 : Un dimanche sur deux (Because Mommy Works) (TV)

## Voix françaises
- Béatrice Delfe[2] dans :
  - La Taverne de l'enfer
  - La Guerre des abîmes
  - Liaison fatale
  - Le Seul Témoin
  - Body
  - Complot à la Maison-Blanche

- Danielle Volle dans :
  - L'Enfer du devoir
  - L'Art de la guerre

- Pauline Larrieu[2] dans (les séries télévisées) :
  - Privileged
  - The Dropout

- Frédérique Tirmont dans :
  - Jeux de guerre
  - Danger Immédiat

Mais aussi :
- Évelyn Séléna dans La Petite Maison dans la prairie (série télévisée)
- Annie Balestra dans Falcon Crest (série télévisée)
- Annie Le Youdec dans Ghost Whisperer[2] (série télévisée)
- Colette Marie dans The Grinder[2] (série télévisée)